# Machine Readable Travel Documents

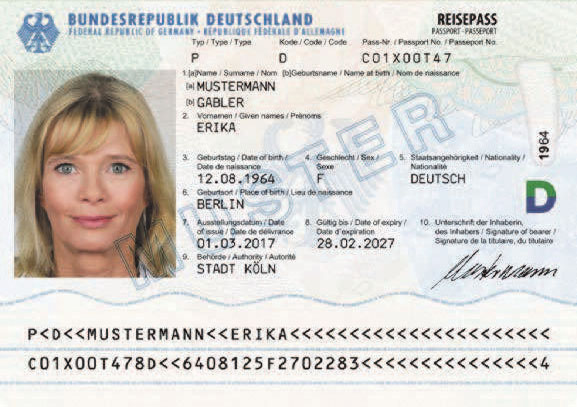
Datenseite des deutschen Reisepasses mit maschinenlesbarem Bereich (aktuelles Muster)

Mit Machine Readable Travel Documents (MRTD) werden maschinenlesbare Reisedokumente bezeichnet. Grundlegend für die Spezifikation solcher Reisedokumente ist das von der Internationalen Zivilluftfahrtorganisation (ICAO) herausgegebene Doc 9303 Machine Readable Travel Documents, das seit der ersten Auflage aus dem Jahr 1980 ständig weiterentwickelt wird. Zweck dieser Bestimmungen ist es, die Abfertigung von Passagieren an Flughafen-Passkontrollstellen zu beschleunigen. ICAO Doc 9303 ist seit 2021 in der 8. Auflage verfügbar und enthält Vorgaben für maschinenlesbare Reisepässe, Visa und Ausweise.
Im Jahr 2016 gaben mehr als 100 Staaten und internationale Organisationen (beispielsweise die Vereinten Nationen) elektronische Reisepässe mit Speicherchip, sogenannte ePassports, gemäß den Spezifikationen des ICAO Doc 9303 heraus. Derzeit sind über 490 Millionen maschinenlesbare ePassports in Umlauf.

## Standardisierung
Die International Civil Aviation Organisation (ICAO) ist die wichtigste internationale Organisation für die Vereinheitlichung von Reisedokumenten. Die Aufgabe der ICAO ist die Erarbeitung und Weiterentwicklung von einheitlichen Regelungen für die Sicherheit, Regelmäßigkeit und Wirtschaftlichkeit des internationalen Luftverkehrs, dessen Planung und Entwicklung gefördert werden sollen (Art. 44 Chicago Convention).
Die ICAO ist bei ihren Aktivitäten eng mit der Internationalen Organisation für Normung (engl. International Organization for Standardization, abgekürzt ISO) verflochten. Spezifikationen für maschinenlesbare Reisedokumente werden in erster Linie von der ICAO erarbeitet, wobei die Mitarbeit von und Beratung durch die ISO durch die Mitgliedschaft in der Technischen Beratungsgruppe für maschinenlesbare Reisedokumente (Technical Advisory Group on MRTDs) gesichert ist. Änderungen oder Ergänzungen im ICAO-Dokument 9303 werden ebenfalls in die diesbezüglichen ISO-Normen (ISO/IEC 7501-1, -2, -3) aufgenommen. Umgekehrt bezieht die ICAO die Standardisierungsbemühungen des ISO SC 37 in ihre Arbeiten mit ein.
Die Arbeit der ICAO an maschinenlesbaren Reisedokumenten begann 1968 mit der Gründung einer Kommission zur Erarbeitung von Empfehlungen zur Standardisierung von maschinenlesbaren Passbüchern und Passkarten. Basierend auf den Arbeiten dieser Kommission veröffentlichte die ICAO erstmals 1980 in Form des Doc 9303 Spezifikationen und Leitlinien für maschinenlesbare Reisepässe. Auf Basis dieses Dokumentes gaben Australien, Kanada und die Vereinigten Staaten erstmals maschinenlesbare Reisepässe heraus.
Die New Technologies Working Group of the TAG/MRTD der ICAO begann 1998 mit der Arbeit an biometrischen Identifikationssystem und zugehörigen Speichermedien in MRTDs. Der Großteil der Arbeiten war bereits abgeschlossen zu dem Zeitpunkt, als die Ereignisse des 11. September 2001 viele Staaten veranlassten, der Sicherheit von Reisedokumenten und der Identifizierung des Inhabers größere Bedeutung beizumessen. Die erarbeiteten Fachberichte über die Nutzung von Biometriemerkmalen, kontaktloser Chiptechnik, logischen Datenstrukturen (Logical Data Structure, LDS) und Public-Key-Infrastruktur (PKI) wurden 2006 in Teil 1 (Machine Readable Passports) Vol. 2, 6. Aufl. des Doc 9303 und 2008 in Teil 3 (Machine Readable Official Travel Documents) Vol. 2, 3. Aufl. des Doc 9303 eingearbeitet.
2006/2008 umfasste das ICAO-Dokument 9303 folgende 3 Teile (Parts)
Part 1: Machine Readable Passports
Volume 1: Passports with Machine Readable Data Stored in Optical Character Recognition Format
Volume 2: Specifications for Electronically Enabled Passports with Biometric Identification Capability
Part 2: Machine Readable Visa
Part 3: Machine Readable Official Travel Documents
Volume 1: Official Travel Documents with Machine Readable Data Stored in Optical Character Recognition Format
Volume 2: Specifications for Electronically Enabled Official Travel Documents with Biometric Identification Capability
Mit dem Erscheinen der 7. Auflage im Jahr 2015 wurde Doc 9303 überarbeitet und in 12 Teile formatiert
Part 1: Introduction
Part 2: Specifications for the Security of the Design, Manufacture and Issuance of MRTDs
Part 3: Specifications Common to all MRTDs
Part 4: Specifications for Machine Readable Passports (MRPs) and other TD3 Size MRTDs
Part 5: Specifications for TD1 Size Machine Readable Official Travel Documents (MROTDs)
Part 6: Specifications for TD2 Size Machine Readable Official Travel Documents (MROTDs)
Part 7: Machine Readable Visas
Part 8: – (Reserviert für zukünftige Nutzung)
Part 9: Deployment of Biometric Identification and Electronic Storage of Data in eMRTDs
Part 10: Logical Data Structure (LDS) for Storage of Biometrics and Other Data in the Contactless Integrated Circuit (IC)
Part 11: Security Mechanisms for MRTDs
Part 12: Public Key Infrastructure for MRTDs
Mit dem Erscheinen der 8. Auflage im Jahr 2021 wurde Doc 9303 überarbeitet und um einen 13. Teil ergänzt. Darüber hinaus beschreibt Teil 8 nun Notreisedokumente.
Part 8:  Emergency Travel Documents
Part 13: Visible Digital Seals
Prinzipiell gliedert sich die Maschinenlesbarkeit von Reisedokumenten in zwei Teilbereiche: Optisches Auslesen und elektronisches Auslesen.

## Optische Lesbarkeit
Neben den Personendaten des Besitzers und einem Lichtbild wurde schon in der 1. Auflage des ICAO Doc 9303 für die Datenseite im ID-3-Format ein zweizeiliger Textbereich vorgesehen, der in der maschinenlesbaren Schrift OCR-B gesetzt ist und die wichtigsten Daten enthält. Dieser sogenannte maschinenlesbare Bereich (engl. Machine Readable Zone, abgekürzt MRZ) kann optisch durch ein entsprechendes Lesegerät ausgelesen werden.

## Elektronische Lesbarkeit

Signet für elektronische Reisepässe, zur Kenntlichmachung auf dem Einband eines solchen Passes angebracht

Ab der sechsten Auflage der Spezifikation hat die ICAO die Verwendung von biometrischen Daten und RFID-Chips spezifiziert. Wenn sich ein Staat dafür entscheidet, können auch Daten wie der Fingerabdruck oder Irismerkmale auf dem Reisedokument gespeichert werden. Die im elektronischen Reisepass gespeicherten Daten sind die Voraussetzung für die Nutzung von automatisierten Grenzkontrollsystemen (EasyPASS).
Die Europäische Kommission hat sich für die verpflichtende Verwendung von Gesichts- und Fingermerkmalen ausgesprochen, als Option ist die Iris-Erkennung vorgesehen. In Deutschland ist eine Anwendung der Iris-Erkennung bislang nicht geplant. 2005 begründete die Bundesregierung die Entscheidung gegen die Iris als biometrisches Merkmal mit der ungelösten Patentfrage der bei Iriserkennungssystemen verwendeten Technik. Zwischenzeitlich sind die fraglichen Patente von Iridian Technologies sowie Leonard Flom und Aran Safir durch Zeitablauf erloschen.
Die in das Dokument integrierten RFID-Chips können per Funk (13,56 MHz) entsprechend der Norm ISO/IEC 14443 mit einem Passverifiziergerät kommunizieren und ermöglichen so ein Auslesen der verschlüsselten Daten auch aus gewisser Distanz (Reichweiten je nach Chip bis zu zehn Zentimeter). Es werden auch höhere Reichweiten genannt, denn einige Länder (z. B. die USA) geben personalausweis-ähnliche Reisedokumente (Passport Card) mit RFID-Technik im UHF-Band um 900 MHz aus, die Lesereichweiten von bis zu 6,6 Meter erlauben. Bei derartigen Dokumenten handelt es sich aber um keine MRTDs entsprechend der ICAO-Spezifikation, weshalb beispielsweise die US-Passport Card nicht für internationale Flugreisen zugelassen ist. Zum Schutz vor unberechtigtem Auslesen des Chips ist bei solchen Dokumenten eine RFID-Schutzhülle vorgesehen.
Deutsche Reisepässe, die ab dem 1. November 2005 ausgestellt wurden, haben einen RFID-Chip. Dieser ist in der Regel ein MCS-51-kompatibler Mikrocontroller mit Kryptokoprozessoren, die einen RSA-Algorithmus bis zu dreimal schneller als ein PC rechnen. Zur Verhinderung von unberechtigtem Auslesen der elektronisch gespeicherten Daten (Skimming oder Eavesdropping) werden in Teil 11 des Doc 9303 kryptographische Sicherheitsmerkmale für eMRTDs (electronic machine readable travel documents) spezifiziert.

## Personennamen mit Sonderzeichen
Umlaute, diakritische Zeichen, der Buchstabe „ß“ und andere Sonderbuchstaben (wie z. B. æ, œ, ð, þ) im Namen werden in der maschinenlesbaren Zone (MRZ) entweder umschrieben (z. B. Müller → MUELLER, Groß → GROSS) oder durch einfache Buchstaben ersetzt (z. B. Jérôme → JEROME). Das bedeutet, dass der Name im Dokument auf zweierlei Weise geschrieben ist, was – besonders im Ausland – für Verwirrung und Verdacht auf Dokumentenfälschung sorgen kann. Es wird empfohlen, für Flugtickets, Visa usw. exakt die in der MRZ des Reisepasses verwendete Schreibweise zu benutzen und sich im Zweifelsfall auf diese zu berufen.
Österreichische Ausweisdokumente können (müssen aber nicht) eine dreisprachige Erklärung (in Deutsch, Englisch und Französisch) der deutschen Sonderzeichen beinhalten, beispielsweise „‚ß‘ entspricht / is equal to / correspond à ‚ss‘“.
Das deutsche Namensrecht (Nr. 38 NamÄndVwV) erkennt Sonderzeichen im Familiennamen als Grund für eine offizielle Namensänderung an (auch eine bloße Änderung der Schreibweise, z. B. von MÜLLER zu MUELLER oder von WEIß zu WEISS gilt als solche). Am 1. Oktober 1980 stellte das Bundesverwaltungsgericht noch einmal fest, dass die technisch bedingte fehlerhafte Wiedergabe von Sonderzeichen auf elektronischen Systemen ein wichtiger Grund für die Änderung des Familiennamens sein kann (der Kläger wollte die Schreibweise seines Namens von GÖTZ in GOETZ ändern, war aber damit zunächst beim Standesamt gescheitert; Aktenzeichen: 7 C 21/78).